# Khūjeh Galdī
Khūjeh Galdī (persiska: خوجه گلدی) är en ort i Iran.   Den ligger i provinsen Golestan, i den norra delen av landet, 500 km nordost om huvudstaden Teheran. Khūjeh Galdī ligger 162 meter över havet och antalet invånare är 453.
Terrängen runt Khūjeh Galdī är platt åt nordväst, men åt sydost är den kuperad.Runt Khūjeh Galdī är det ganska glesbefolkat, med 48 invånare per kvadratkilometer. Närmaste större samhälle är Marāveh Tappeh, 16,7 km öster om Khūjeh Galdī. Omgivningarna runt Khūjeh Galdī är i huvudsak ett öppet busklandskap.